# Classe Taiyō
La classe Taiyō (大鷹型航空母艦) regroupait trois porte-avions d'escorte utilisés par la Marine impériale japonaise pendant la Seconde Guerre mondiale. Deux des navires ont été construits comme navires de charge à la fin des années 1930, ils ont ensuite été réquisitionnés par la Marine japonaise et transformés en porte-avions d'escorte, tandis que le troisième a été converti lorsqu'il était en construction. Ils ont été utilisés comme navires d'entraînement, transports d'aéronefs et escorteurs de convois pendant la guerre. Les trois navires ont été coulés par des sous-marins américains en 1943 et 1944.

## Contexte et description
Ces navires était des navires de charge de classe Nitta Maru construits par Mitsubishi Heavy Industries, à Nagasaki pour les compagnies maritimes Nippon Yusen Kaisha (NKK) et Mitsui O.S.K. Lines (OSK). Les Nitta Maru et Yawata Maru ont été commandés pour la compagnie NKK et achevés avant le début de la guerre du Pacifique en décembre 1941. Le Kasuga Maru a été commandé par la compagnie OSK et était en cours d'aménagement lorsqu'il est réquisitionné par la Marine japonaise en 1940 et remorqué à l'Arsenal naval de Sasebo le 1er mai 1941 pour procéder à sa reconversion. Il fut le premier à être transformé, ses sisters-ship ne suivront qu'en 1942.
Les navires de la classe Nitta Maru étaient des bateaux océaniques jaugeant 11 100 tonneaux et allant à une vitesse de 21 à 22 nœuds (39–41 km/h). Ils avaient été subventionnés par Marine japonaise pour une éventuelle conversion en transporteurs auxiliaire. Dans le cadre de leur conversion, leurs moteurs ont été remplacés par deux séries de turbines à vapeur hybrides Kampon, chacun entraînant un arbre d'hélice, en utilisant de la vapeur produite par quatre chaudières à tubes d'eau. Les turbines avaient une puissance de 25 200 chevaux (18 800 kW), le propulsant à une vitesse moyenne de 19 nœuds (35 km/h) et une vitesse maximale de 22,2 nœuds (41,1 km/h). Les navires pouvaient transporter 2 290 tonnes de mazout, leur donnant une portée de 8 500 milles marins (15 700 km) à une vitesse de 18 nœuds (33 km/h). L'équipage du Taiyō comprenait 747 officiers et marins et ses sisters-ship 850 officiers et membres d'équipage.
À leur reconversion, les navires de classe Taiyō étaient équipés d'un pont flush deck, déplaçant 18 120 tonnes en charge nominale et 20 321 tonnes à pleine charge. Les navires avaient une longueur totale de 180,2 mètres, un faisceau de 22,5 mètres et un tirant d'eau de 7,7 à 8,0 mètres. Le pont d'envol avait une longueur de 172,0 mètres et une largeur de 23,5 mètres comprenant un hangar unique d'une longueur d'environ 91,4 mètres, desservi par deux ascenseurs de 12,0 et 13,0 mètres. Le Taiyō pouvait accueillir 27 avions (dont quatre pièces de rechange) et ses sisters-ship 30 avions.

### Armement
Le Taiyō, premier achevé, avait un armement de 6 canons navals de 12 cm/45 sur les côtés de la coque. Ses canons avaient une élévation maximale de + 75 °, leur donnant une portée de 16 600 mètres et un plafond de 10 000 mètres (33 000 pieds). Ils tiraient des projectiles de 20,41 kilogrammes à un rythme compris entre 10 et 11 tours par minute à une vitesse à la bouche de 825 à 830 m/s (2 710–2 720 pieds/s). Son armement léger comprenait huit canons de 25 mm Type 96 (production sous licence) dans quatre affûts double canons, également sur les côtés de la coque. Ils tiraient des projectiles de 25 kilogrammes à une vitesse à la bouche de 900 m/s (3 000 pieds/s). À + 50 °, ils avaient une portée maximale de 7 500 mètres et un plafond de 5 500 mètres (18 000 pieds). Le taux maximal de tir effectif n'était que de 110 à 120 coups par minute en raison du besoin fréquent de changer les magasins de quinze obus.
Les Chūyō et Un'yō étaient équipés de quatre canons double de 12,7 cm/40 Type 89 dans quatre supports jumelés sur les côtés de la coque. Ils tiraient des projectiles de 23,45 kilogrammes à un rythme compris entre 8 et 14 coups par minute à une vitesse à la bouche de 700 à 725 m/s (2 300–2 380 pieds/s). À + 45 °, ils avaient une portée maximale de 14 800 mètres et un plafond de 9 400 mètres (30 800 pieds). Ils étaient également équipés de 8 canons de 25 mm Type 96, comme le Taiyō.
Début 1943, les quatre affûts doubles canons de 25 mm sont remplacés par des affûts triples et des canons de 25 mm en nombre variable ont été ajoutés. Les Taiyō et Un'yō possédaient un total de 24 canons dans huit affûts triples et le Chūyō un total de 22 canons et 5 mitrailleuses Hotchkiss de 13,2 mm modèle 1929. Les navires avait également un radar de recherche aérien de type 13 fixé dans une installation rétractable sur le poste de pilotage. En juillet 1944, les six canons navals de 12 cm/45 anciennement sur le Taiyō ont été remplacés par deux canons de 12,7 cm/40 Type 89 à double usage. Les trois navires reçurent un certain nombre de modifications sur leur armement, allant jusqu'à 64 canons de 25 mm et 10 mitrailleuses de 13,2 mm.
Bien que plus grands, plus rapides et dotés d'une plus grande capacité de transport que leurs homologues occidentaux, ces navires n'étaient pas adaptés à un rôle de porte-avions traditionnel puisqu'ils n'étaient pas équipés d'un brin d'arrêt.

## Navires de la classe
| Nom          | Nom original | Quille posée     | Lancé             | Commandé (porte-avions) | Destin                     |
| ------------ | ------------ | ---------------- | ----------------- | ----------------------- | -------------------------- |
| Taiyō (大鷹) | Kasuga Maru  | 6 janvier 1940   | 19 septembre 1940 | 2 septembre 1941        | Coulé le 18 août 1944      |
| Un'yō (雲鷹) | Yawata Maru  | 14 décembre 1938 | 31 octobre 1939   | 31 mai 1942             | Coulé le 17 septembre 1944 |
| Chūyō (冲鷹) | Nitta Maru   | 9 mai 1938       | 20 mai 1939       | 25 novembre 1942        | Coulé le 4 décembre 1943   |